# مورمانسک

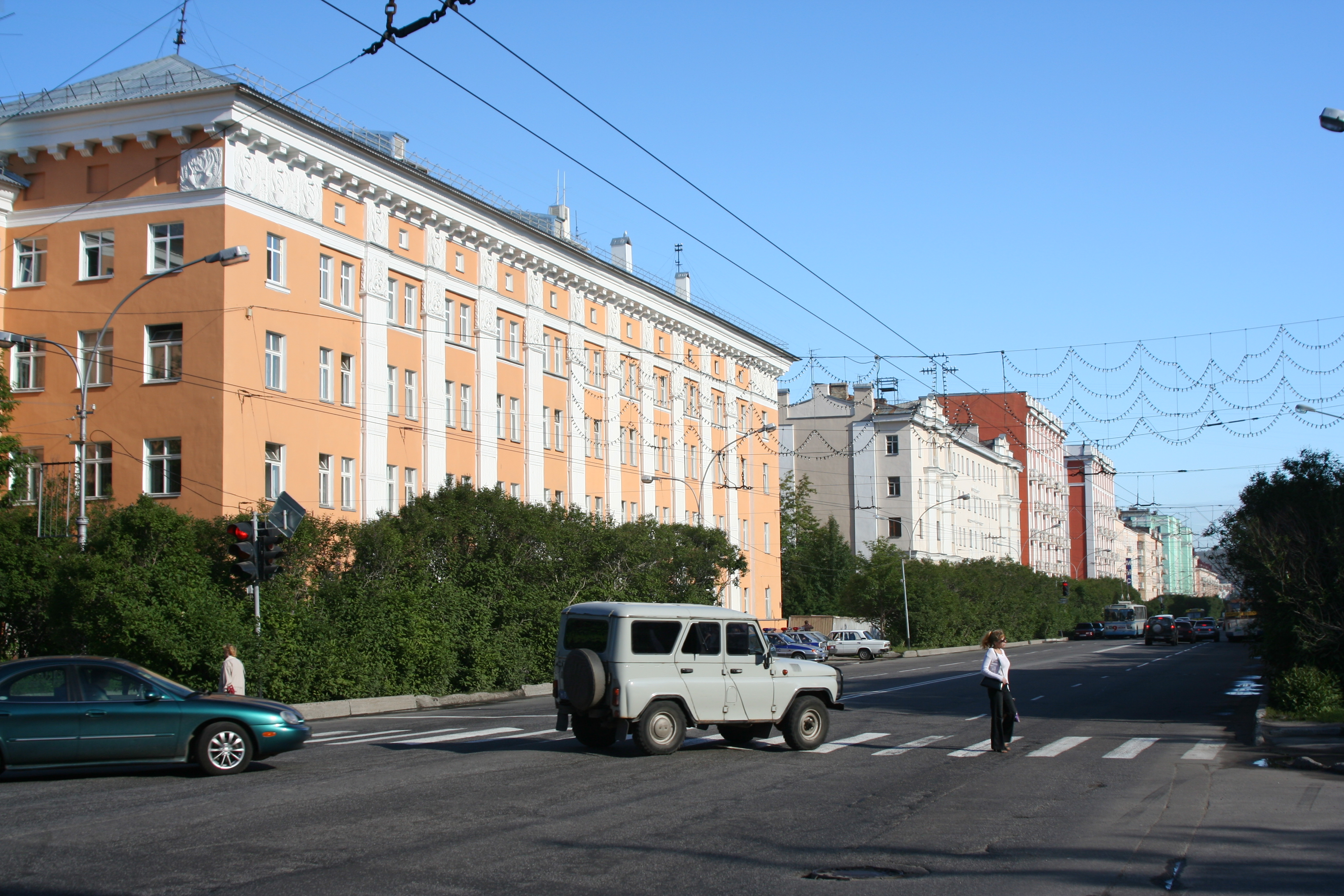
منطقهٔ مرکزی مورمانسک

مورمانسْک (روسی: Мурманск; سامی کیلدین: Мурман ланнҍ; سامی اسکولت: Muurman و سامی شمالی: Murmánska) یک بندر و شهر در استان مورمانسک در ناحیهٔ شمالی کشور روسیه است. این شهر در فاصلهٔ ۱۰۸ کیلومتر (۶۷ مایل) از مرز نروژ و ۱۸۲ کیلومتر (۱۱۳ مایل) از مرز فنلاند قرار دارد.
مورمانسک با بهره‌مندی از جریان اطلس شمالی، شبیه شهرهایی به بزرگی خود در سراسر روسیهٔ غربی است، با دسترسی به بزرگراه و راه‌آهن به دیگر بخش‌ها اروپا، و شمالی‌ترین سیستم اتوبوس ترولی بر روی زمین. مورمانسک در ۲ درجهٔ شمالی از مدار شمالگان قرار دارد.
اگرچه در اوایل قرن بیستم در دوران مسابقات تسلیحاتی دوران جنگ سرد، مورمانسک شاهد رونق در ایجاد تأسیسات نظامی و مناطق شهری بود، جمعیت این شهر از آن زمان کاهش چشم‌گیری داشته، به‌طوری که در سال ۱۹۸۹ جمعیت آن ۴۶۸٬۰۳۹ نفر بود، در حالی که در سرشماری سال ۲۰۲۱، جمعیت آن به ۲۷۰٬۳۸۴ نفر کاهش یافت.

## پیشینه
نام مورمانسک از زبان ساآمی (Saami) گرفته شده‌است و معنی آن «سرزمین کنار دریا» است. در این زبان مور به معنی دریا و ما به معنی سرزمین است.
امروزه در حدود ۱۵۰۰ ساآمی در شبه‌جزیرهٔ کولا زندگی می‌کنند. پیشهٔ آن‌ها در قدیم شکارگری، پرورش گوزن شمالی و ماهیگیری بود.
شهر مورمانسک که در آغاز رومانوف-نا-مورمانه (Рома́нов-на-Му́рмане) نامیده می‌شد در ۴ اکتبر ۱۹۱۶ بنیاد شد و نام خود را از خاندان پادشاهی روسی رومانوف گرفت. نام این شهر پس از انقلاب اکتبر به مورمانسک دگرگون شد.
نیروهای آلمانی مستقر در قلمرو فنلاند در سال ۱۹۴۱ به عنوان بخشی از عملیات روباه نقره‌ای به شهر مورمانسک حمله کردند. این شهر در این حمله به شدت ویران شد و شدت ویرانی آن فقط با تخریب لنینگراد و استالینگراد در جنگ قابل مقایسه است.
با این حال، مقاومت سرسختانه شوروی‌ها و شرایط سخت آب‌وهوای محلی به اضافه زمین‌های سخت‌گذر منطقه، آلمانی‌ها را از تصرف شهر بازداشت و آن‌ها موفق به بستن مسیر راه‌آهن حیاتی کارلیا و مسیر منتهی به بندر بدون یخ نشدند. به سبب مقاومت شدید در مورمانسک علیه آلمان ها، این شهر عنوان شهر قهرمان را در تاریخ 6 می 1985 دریافت کرد.
در ادامه جنگ هم به همراه شهر و بندر آرخانگلسک نقش کلیدی در رساندن آذوقه و مهمات متفقین به شوروی را ایفا کرد. در طول جنگ سرد نیز این شهر پایگاه زیردریایی ها و یخ شکن های شوروی بود.
در سال 1974 مجسمه آلیوشا که نمایانگر سرباز شوروی در جنگ است در این شهر نصب شد. این مجسمه 35.5 متر طول دارد و هتل آزیموت مورمانسک که 72 متر ارتفاع دارد، تبدیل به بزرگترین ساختمان در محدوده ی دایره قطبی شد.